# Landessportbund Sachsen-Anhalt
Der Landessportbund Sachsen-Anhalt e. V. ist der Dachverband der Sport- und Turnvereine des Landes Sachsen-Anhalt mit Sitz in Halle (Saale). Der LSB Sachsen-Anhalt ist Mitglied im Deutschen Olympischen Sportbund. Am 1. Januar 2024 gehörten ihm 3.011 Sportvereine an, die 374.590 Mitglieder repräsentierten.

## Aufgaben
Der Landessportbund Sachsen-Anhalt verfolgt diese Zwecke:
- Förderung des Sports
- Förderung der Jugend- und Altenhilfe
- Förderung der Gleichberechtigung von Frauen und Männern in allen Ebenen des organisierten Sports
- Förderung der Erziehung, Volks- und Berufsbildung
- Förderung der Wissenschaft und Forschung
- Förderung der öffentlichen Gesundheitspflege
- Förderung des Naturschutzes und der Landschaftspflege im Sinne des Bundesnaturschutzgesetzes und der Naturschutzgesetze der Länder, des Umweltschutzes, einschließlich des Klimaschutzes, des Küstenschutzes und des Hochwasserschutzes
- Förderung der Heimatpflege und der Tradition
- Förderung der Teilhabe von Menschen mit Beeinträchtigungen
- zur Förderung des Sports gehören auch Modellflug, Hundesport und Schach

## Organisation
(Quelle: )

### Organe

#### Landessporttag
Der Landessporttag ist das höchste Organ des LSB. Er hat über grundsätzliche Fragen und Angelegenheiten im territorialen Verantwortungsbereich zu beraten und zu beschließen. Er wählt entsprechend der Satzung das Präsidium.
Der Landessporttag ist insbesondere zuständig für:
- die Beratung und den Beschluss von Satzungsänderungen und Anträgen
- die Beschlussfassung zur Entlastung des Präsidiums und des Vorstandes des LSB
- die Wahl des Präsidiums des LSB, mit Ausnahme der*des Vorsitzenden der Landessportjugend; sie werden von der Vollversammlung der Landessportjugend gewählt
- die Beschlussfassung über die Höhe der Mitgliedsbeiträge
- die Beschlussfassung zur Ernennung von Ehrenpräsident*innen sowie Ehrenmitgliedern des LSB

#### Hauptausschuss
Die Aufgagen des Hauptausschusses sind:
- Beratung und Beschlussfassung zur Haushaltsplanung sowie zum Nachtragshaushalt und zur Haushaltsabrechnung des LSB
- Beratung, Bestätigung und Beschlussfassung von Ordnungen und Richtlinien, die nicht Satzungsbestandteil sind
- Entgegennahme, Beratung und Beschlussfassung zu Berichten des LSB-Präsidiums
- Beratung und Beschluss über die Aufnahme von LFV
- Beratung und Beschlussfassung über Aufnahmeanträge für eine außerordentliche Mitgliedschaft im Widerspruchsverfahren
- Übernahme der Aufgaben des Landessporttages (außer Wahlen und Satzungsänderungen bzw. -neufassungen, Mitgliedsbeitrag) in den Jahren, in denen kein Landessporttag einberufen wird
- Beschlussfassung zur Entlastung des Präsidiums und des Vorstandes des LSB
- Beschluss über den Ausschluss von Mitgliedsorganisationen
- Rein redaktionelle Satzungsänderungen, Satzungsänderungen zur Erfüllung von Auflagen Dritter (wie Registergericht und Finanzamt) können vom Hauptausschuss beschlossen werden
- Bestätigung von personellen Ergänzungen des Präsidiums des LSB
- Beratung und endgültige Beschlussfassung über die Abberufung von Präsidiumsmitgliedern
- Wahl der Delegierten zur Mitgliederversammlung des Deutschen Olympischen Sportbundes (DOSB)

#### Präsidium
Das Präsidium setzt sich zusammen aus:
- der Präsidentin / dem Präsident
- den Vizepräsidentinnen / Vizepräsident für
  - Infrastruktur, Digitalisierung & Nachhaltigkeit
  - Sportentwicklung
  - Leistungssportentwicklung
  - Finanzen und Förderung
  - Engagement und Ehrenamt
  - Kommunikation und Marketing
  - Gleichstellung, Vielfalt, Teilhabe
- der*dem Vorsitzenden der Landessportjugend
- der Ehrenpräsidenten (mit beratender Stimme)

#### Hauptamtliche Vorstand
Der Landessportbund Sachsen-Anhalt wird gerichtlich und außergerichtlich, im Sinne des § 26 BGB, durch den aus drei Personen bestehenden hauptamtlichen Vorstand vertreten.

## Mitgliedsorganisationen
| Nr. | Name                  |
| --- | --------------------- |
| 1   | KSB Altmark West      |
| 2   | KSB Stendal-Altmark   |
| 3   | KSB Börde             |
| 4   | KSB Jerichower Land   |
| 5   | KSB Harz              |
| 6   | KSB Salzland          |
| 7   | KSB Anhalt-Bitterfeld |
| 8   | KSB Wittenberg        |
| 9   | KSB Mansfeld-Südharz  |
| 10  | KSB Saalekreis        |
| 11  | KSB Burgenland        |
| 12  | SSB Magdeburg         |
| 13  | SSB Dessau-Roßlau     |
| 14  | SSB Halle             |

| Nr. | Name                                                                    | Nr. | Name                                            | Nr. | Name                                                         | Nr. | Name                                                                 |
| --- | ----------------------------------------------------------------------- | --- | ----------------------------------------------- | --- | ------------------------------------------------------------ | --- | -------------------------------------------------------------------- |
| 1   | American Football Verband Sachsen-Anhalt e.V.                           | 14  | Handball-Verband Sachsen-Anhalt e.V.            | 27  | Landesseesportverband Sachsen-Anhalt e.V.                    | 40  | Rollsportverband Sachsen-Anhalt e.V.                                 |
| 2   | Badminton-Landesverband Sachsen-Anhalt e.V.                             | 15  | Hockey-Verband Sachsen-Anhalt e.V.              | 28  | Landestanzsportverband Sachsen-Anhalt e.V.                   | 41  | Ruderverband Sachsen-Anhalt e.V.                                     |
| 3   | Bahnengolfverband Sachsen-Anhalt e.V.                                   | 16  | Ju-Jitsu Sachsen-Anhalt e.V.                    | 29  | Landestauchsportverband Sachsen-Anhalt e.V.                  | 42  | Skiverband Sachsen-Anhalt / Sportverband für den Naturschutz         |
| 4   | Basketball-Verband Sachsen-Anhalt e.V.                                  | 17  | Judo-Verband Sachsen-Anhalt e.V.                | 30  | Landesturnverband Sachsen-Anhalt e.V.                        | 43  | Special Olympics Deutschland in Sachsen-Anhalt e.V.                  |
| 5   | Behinderten- und Rehabilitations-Sportverband Sachsen-Anhalt e.V.       | 18  | Karateverband Sachsen-Anhalt e.V.               | 31  | Landesverband Kegeln/Bowling Sachsen-Anhalt e.V.             | 44  | Taekwondo Union Sachsen-Anhalt e.V.                                  |
| 6   | Billard-Landesverband Sachsen-Anhalt e.V.                               | 19  | Landes-Eissportverband Sachsen-Anhalt e.V.      | 32  | Landesverband Motorbootsport Sachsen-Anhalt e.V.             | 45  | Tennisverband Sachsen-Anhalt e.V.                                    |
| 7   | Boxverband Sachsen-Anhalt e.V.                                          | 20  | Landes-Kanu-Verband Sachsen-Anhalt e.V.         | 33  | Landesverband Radsport Sachsen-Anhalt e.V.                   | 46  | Tischtennis-Verband Sachsen-Anhalt e.V.                              |
| 8   | Cheerleading und Cheerperformance Verband Sachsen-Anhalt e.V.           | 21  | Landes-Ringer-Verband Sachsen-Anhalt e.V.       | 34  | Landesverband Sachsen-Anhalt e.V. des Deutschen Alpenvereins | 47  | Triathlonverband Sachsen-Anhalt e.V.                                 |
| 9   | Deutsche Lebens-Rettungs-Gesellschaft Landesverband Sachsen-Anhalt e.V. | 22  | Landes-Seglerverband Sachsen-Anhalt e.V.        | 35  | Landeswanderbund Sachsen-Anhalt e.V.                         | 48  | Verband der Platzbahnkegler Sachsen-Anhalt e.V.                      |
| 10  | Fechterbund Sachsen-Anhalt e.V.                                         | 23  | Landesmotorsportfachverband Sachsen-Anhalt e.V. | 36  | Leichtathletik-Verband Sachsen-Anhalt e.V.                   | 49  | Verband für Gewichtheben, Kraftsport und Fitness Sachsen-Anhalt e.V. |
| 11  | Floorball Verband Sachsen-Anhalt e.V.                                   | 24  | Landesschachverband Sachsen-Anhalt e.V.         | 37  | Luftsportverband Sachsen-Anhalt e.V.                         | 50  | Verband Moderner Fünfkampf Sachsen-Anhalt e.V.                       |
| 12  | Fußballverband Sachsen-Anhalt e.V.                                      | 25  | Landesschützenverband Sachsen-Anhalt e.V.       | 38  | Pferdesportverband Sachsen-Anhalt e. V.                      | 51  | Volleyball-Verband Sachsen-Anhalt e.V.                               |
| 13  | Gehörlosensportverband Sachsen-Anhalt e.V.                              | 26  | Landesschwimmverband Sachsen-Anhalt e.V.        | 39  | Rodel- und Bobsportverband Sachsen-Anhalt e.V.               |     |                                                                      |